# Martin Krieg (Historiker)
Martin Krieg (* 22. Januar 1892  in Ellrich; † 25. Dezember 1962 in Langenhagen) war ein Historiker und  Stadtarchivar der ostwestfälischen Stadt Minden in Nordrhein-Westfalen.

## Leben
Krieg wurde in Ellrich in der preußischen Provinz Sachsen als Sohn eines Amtsgerichtsrats geboren. Nach dem Besuch des Gymnasiums in Sangerhausen bis 1912 studierte er Jura, dann Geschichte und Germanistik an den Universitäten Freiburg, Rostock und Berlin. Er promovierte 1922 in Berlin mit der Arbeit „Entstehung und Entwicklung der Amtsbezirke im ehemaligen Fürstentum Lüneburg“. Vor seiner Promotion war er 1917–1918 Hilfslehrer an der Humboldt-Realschule in Berlin-Tegel. Krieg begann seine berufliche Laufbahn als Archivar als Volontär im Geheimen Staatsarchiv Berlin (1921–1923). Im Mai 1924 wurde er als Archivar am Stadtarchiv Minden angestellt. 1935 verbeamtet, wurde er 1938 zum Stadtarchivrat ernannt. Er leitete das Mindener Stadtarchiv über 35 Jahre von 1924 bis zu seiner Pensionierung 1960. Sein Nachfolger war Johann Karl von Schroeder (1923–1998). 1927 wurde Krieg Leiter der Stadtbibliothek, später auch des Heimatmuseums.
Martin Krieg war der Begründer und erster Schriftleiter des „Mindener Jahrbuchs“ (ab 1925) sowie auch „Der Mindener Beiträge“ (ab 1950). Zudem war er Schriftleiter der „Mindener Heimatblätter“ (1925–1927) und (1941–1960). Ab dem 10. Dezember 1929 war er ordentliches Mitglied der Historischen Kommission für Westfalen. Sein Nachlass befindet sich im Kommunalarchiv Minden.

## Schriften (Auswahl)
- Die Entstehung und Entwicklung der Amtsbezirke im ehemaligen Fürstentum Lüneburg. (Dissertation Berlin 1922). (=Studien und Vorarbeiten zum Historischen Atlas Niedersachsens, 6). Göttingen 1922.
- Hrsg.: Das Mindener Stadtbuch von 1318. (=Mindener Geschichtsquellen, 3).  Münster 1931.
- Kleine Chronik der Stadt Minden. Minden 1950.
- Glaube und Politik: Beiträge zur Geschichte der Reformation im Fürstbistum Minden. Minden 1985.
- Hrsg. mit Martin Löffler: Geschichtsquellen des Fürstentums Minden. (Bd. 1-3 u. d. Titel:) Mindener Geschichtsquellen. (=Veröffentlichungen der Historischen Kommission für Westfalen. Reihe 13). Münster 1917–1981.
- Das wehrhafte Minden. Zur Geschichte des Mindener Bürgerbattalions. (=Mindener Beiträge, 4).  Minden 1952.
- Hrsg.: Das Chronicon domesticum des Heinrich Piel. Münster 1981.